# Comédie de Reims
 (mars 2014).
Si vous disposez d'ouvrages ou d'articles de référence ou si vous connaissez des sites web de qualité traitant du thème abordé ici, merci de compléter l'article en donnant les références utiles à sa vérifiabilité et en les liant à la section « Notes et références ».
 (avril 2021).
 (avril 2018).
La Comédie de Reims est un centre dramatique national et ancienne maison de la Culture située dans la ville de Reims en France. La Comédie est desservie par le tramway A et B ainsi que par les lignes de bus 1, 7, 8, 30 et N. Depuis le 1er janvier 2019, elle est dirigée par Chloé Dabert. Ce théâtre est labellisé Architecture contemporaine remarquable.

## Historique.

### Maison de la Culture "André Malraux"
L’Espace André Malraux, puisque tel est le nom de baptême de ce bâtiment, a été conçu pour répondre aux missions des Maisons de la Culture voulues par André Malraux, c’est-à-dire être un lieu de diffusion culturelle pluridisciplinaire destiné au plus large public.

À son origine, le bâtiment était donc constitué d’une grande salle (1000 places) pouvant accueillir tous les types de spectacles (théâtre, danse, musique ou opéra) avec sa fosse d’orchestre, une salle de cinéma, une médiathèque, une salle d’exposition ainsi qu’une cafétéria.

Les dimensions importantes du hall permettaient d’en faire un espace d’exposition de peintures, de photos ou de sculptures.

Toutes ces activités étaient encadrées par un personnel d’environ soixante-dix employés.

#### Préfiguration de 1966 à 1969: Direction André Meignan
En 1961, lors d’une visite  à Reims, André Malraux  propose à Jean Taittinger, maire de Reims, la création d’une Maison de la Culture dans sa ville.
Pour atteindre cet objectif, il est nécessaire que la ville se dote d’une compagnie théâtrale reconnue dans le domaine de la décentralisation.
Sur le conseil de Pierre-Aimé Touchard, la Ville accueille la Cie d'André Meignan, dit André Mairal en octobre 196l.
Elle a  le statut de troupe permanente nationale intégrée dans le plan de décentralisation théâtrale et à ce titre reçoit une subvention de l’État.
Le 23 février 1963, le conseil municipal décide de doter la Ville de Reims d’une Maison de la Culture et en décembre 1964, Jean Taittinger, maire de Reims, invite différentes personnalités du milieu culturel, des enseignants, des syndicats… à participer à la création d’une association loi de 1901 dite « Maison de la Culture de Reims » et à assister à l’assemblée générale constitutive le 8 janvier 1965.
En février 1966, la première pierre de la Maison de la Culture est posée. 
Les architectes Jean Le Couteur, Jacques Herbe, assistés de Denis Sloan et Pierre Philippon sont chargés de la construction.
Le cabinet CETAC (Sarger, Demangeat, Bernhart, Bunel, Levant et Valbur) assiste les architectes dans les études techniques.
Le conseil d’administration donne son accord le 18 mars 1966 pour engager André Mairal et son équipe à compter du 1er avril 1966 jusqu’au 31 mai 1969 pour animer la Maison de la Culture durant la préfiguration, inaugurée le 1er octobre.
André Mairal est nommé directeur de la Maison de la Culture à compter du 1er avril 1968  avec un contrat de 3 ans dans la perspective de l’ouverture du bâtiment en construction Chaussée Bocquaine  en 1969. Il reçoit les félicitations du conseil d’administration pour le travail accompli depuis le début de la préfiguration. Mais le 26 novembre 1968, le conseil d’administration dénonce le contrat au motif qu’il faut entrer dans le cadre de la nouvelle orientation décidée par le Ministère de la culture.
À son ouverture, elle est la neuvième des 18 maisons de la Culture réalisées sous l’égide de Emile-Jean Biasini. L’État prenait en charge la moitié du coût de construction, les maisons devenaient à l’ouverture propriété de la commune.

#### De 1969 à 1972: Direction René Jauneau
1er juin 1969  - Arrivée de René Jauneau nouveau Directeur de la Maison de la Culture 
28 octobre 1969 Inauguration de la Maison de la Culture par Edmond Michelet, Ministre de la Culture.
Lors de son discours, il demande que le bâtiment prenne le nom d’André Malraux.
Il s’appellera désormais « Maison de la Culture André Malraux ».
Événements clés de cette période 
- L’exposition d’ouverture « Le Vitrail et les Peintres à Reims » avec la venue de Marc Chagall qui a créé et  offert à la Maison de la Culture le dessin de l’affiche
- L’exposition « La sculpture dans la Cité » présentée au quartier de l’Europe
- La venue du Groupe de recherche Musicale de l’ORTF avec Jean Michel Jarre
- Les concerts de Jean-Philippe Collard, Eric Heidsieck, l'Orchestre du Gürzenich de Cologne
- Concerts de Pierre Henry, les Soft Machine, Jean-Luc Ponty
- La venue du Ballet National de Cuba (70 artistes) dans le cadre d’une Quinzaine Culturelle Cubaine
- Le Ballet National de Prague, le Ballet Indien du Kalakshetra (30 artistes et musiciens)
- La venue de Claude Nougaro, Guy Bedos-Sophie Daumier, Marcel Mouloudji …
- La mise en place de la Décentralisation avec l’achat d’un ancien Bus de la RATP aménagé pour accueillir et informer le public, l’organisation de Semaines Culturelles dans des villes comme Troyes, Epernay, un spectacle de théâtre en tournée en zone rurale « Les Poubelles » mise en scène Jean Bouchaud avec Georges Beller, Danièle Girard.
- Le développement de l’activité Cinéma  avec ses week-ends, ses cycles et la présence de metteurs en scène.
- La création de l’activité « Cabaret » dans la Cafétéria chaque week-end. C’est un tremplin pour de jeunes artistes comme Bernard Haller, Marie-Paule Belle, Alex Metayer, Henri Gougaud, Avron-Evrard

Octobre 1971 – l’arrivée de Robert Hossein avec sa compagnie « Le Théâtre Populaire de Reims – TPR - » et la création de  son école de Théâtre. Il a la responsabilité de l’activité Théâtre, la mise à disposition de la Grande salle de la Maison de la Culture André Malraux (M.C.A.M)
La 1re création du TPR, mise en scène de Robert Hossein est « Crime et Châtiment » avec Jacques Weber en décembre 1971 suivie de « Les Bas Fonds » de Gorki.

#### De 1972 à 1978: Direction Alain Guy
Les relations entre la M.C.A.M et le TPR évoluent vers une collaboration plus étroite entre le Théâtre et les autres disciplines. Nous mettons en place un abonnement commun.[style à revoir] Le public vient par car de toute la région et de la Belgique.
Le Théâtre occupe une place importante dans la M.C.A.M
Événements clés de cette période
- La Maison de Bernarda Alba avec Annie Ducaux de la Comédie Française, Isabelle Adjani, Dominique Vilar.
- Pour qui sonne le Glas avec Armand Mestral, Isabelle Huppert, Marc Cassot, Maria Meriko.
- Hernani par la Comédie Française, mise en scène de Robert Hossein
- La présence de la Capsule Appolo 10 sur le parvis de la Maison de la Culture dans le cadre d’une rencontre avec Albert Ducrocq sur le thème « La Lune et les Planètes… Pourquoi ?» en 1973
- Le Festival de l’Opéra de Salzbourg (1974) (135 artistes durant 2 semaines)
- La venue de Yehudi Menuhin (1975) et Sviatoslav Richter (1976), Philippe Entremont et l’orchestre de Vienne
- L’arrivée de la Cie Jean et Colette Roche (1972) qui vont assurer l’animation et la création théâtrale en direction de l’enfance dans toute la région durant 10 années
- Le Ballet Shéhérazade en création mondiale –coproduction MCAM-TPR -…
- La venue de Carolyn Carlson, chorégraphe et danseuse, du Ballet Folklorico de Mexico
- Le 1er Festival de Jazz en collaboration avec Saint Ex et le M.A.R (1974)
- En 1974 « L’Islam dans l’histoire et dans le Monde » Sur ce thème, nous accueillerons de nombreux artistes (Tunisie, Égypte). L’ex reine Narriman d’Égypte vint assister à la création du spectacle ISIS créé spécialement pour la MCAM par le Théâtre National d’Égypte
- Les récitals de Guy Bedos-Sophie Daumier, Georges Moustaki, Pia Colombo, Raymond Devos, Stéphane Grapelli, les Soft Machine…
- L’ouverture d’une Galerie de Prêt d’œuvres d’Art aux Collectivités (novembre 1975)
- Les expositions « Chili espoir » avec la présence de Mme Allende au vernissage (avril 1977), L’ART EN MAI (16 expos et 6 secteurs d’animation)
- Les animations dans les écoles : musique, cinéma, danse
- Le Cinéma chaque week-ends avec des cycles (Bunuel, ciné Polonais, le monde Islamique…).
- Des hommages : Jean Renoir, Marlene Dietrich, Gary Cooper, Ken Russell, le Chili…..

#### De 1978 à 1986: Direction Jacques Darolles
L’arrivée de Jacques Darolles coïncide avec le départ de Reims de Robert Hossein.
Celui-ci est remplacé par Jean-Pierre Miquel (1978 – 1983). L’activité Théâtre se déroule pour partie dans la Grande salle de la Maison de la Culture et pour partie dans une petite salle que la Ville de Reims va aménager au 1, rue Eugène Wiet.
Il sera remplacé par Jean-Claude Drouot (1984 – 1986)
Points Forts de cette période
- Novembre 1978 - L’ouverture d’une salle de cinéma en ville « Le familial » (dirigé et programmé par Gilles Marchal, en partenariat avec Jacques Baudou).
- Mai 1979 - La création du 1er Festival en France du Film et du Roman Policier (à l'initiative de Jacques Baudou) avec comme invité d’honneur Robert Bloch et Léo Malet – Il y en eut 7 successifs jusqu’en octobre 1985
- Avril 1980 – 1er Festival de Musiques Nouvelles. Il y en eut 7 successifs jusqu’en mai 1986
- Juin 1982 – Sacres Royaux en la Cathédrale de Reims – spectacle audiovisuel
- Septembre 1982 - départ de Gilles Marchal qui prend la direction du cinéma au Cac (Comité d'animation culturelle) à Angoulême. Il dirige depuis janvier 1997 les destinées du cinéma au sein de la Cité internationale de la bande dessinée et de l'image toujours à Angoulême
- Mars 1983 – Mois de la Commedia dell'arte avec des spectacles, une exposition sur le masque, la venue de Donato Sartori qui masque la Place Royale
- Juin 1983 – Le Festival de l’Immigration avec l’enregistrement de l’émission « Mosaïque » par FR3 – 2 jours de spectacles non-stop
- 1983 – Triptyque consacré à la création contemporaine du vitrail comprenant :
  - une exposition « Vitrail en Eclat » conçue par Françoise Perrot, Directrice du Centre International de Chartres
  - la réalisation d’un film « Opéra Vitrail » par Jean Pourtalé
  - la réalisation d’un livre « Le Vitrail Français Contemporain » par Françoise Perrot
  - photographies de Gérard Rocskay et Alain Hatat

Ce triptyque s’inscrit dans le programme « Art et Technologie » proposé par la M.C.A.M
- 1984 – Diderot et l’Encyclopédie : ce thème comprendra du Théâtre, une exposition, un colloque international, la diffusion de l’Encyclopédie de Denis Diderot.
Le cinéma « Le Familial » ferme ses portes en mai 1984.
C’est à partir de l’année 1983 que l’option choisie par le Directeur est « Art et  Technologie ». Cela aboutira à la disparition de la Maison de la Culture à la fin de l’année 1986.
L’équipe de la Maison de la Culture André Malraux sera scindée en deux, certains salariés resteront dans les locaux avec le centre dramatique national (Chaussée Bocquaine) qui deviendra la Comédie de Reims, les autres déménageront avec le Directeur Jacques Darolles rue Eugène Wiet et au cirque et au manège de Reims aujourd’hui le Manège de Reims.
L’association sera dissoute début 1987.

### Le centre dramatique national de 1979 à aujourd’hui

#### 1979 à 1983: DirectionJean-Pierre Miquel
Pour éviter la cohabitation avec les activités de la Maison de la Culture André Malraux dirigée par Jacques Darolles, Jean-Pierre Miquel aménage son propre lieu rue Eugène Wiet (Ancien collège des jésuites), qui prend le nom de Théâtre de la Comédie, et offre ses tréteaux à Philippe Adrien, Pierre Romans, Denis Llorca. Il monte Tchekhov, Ibsen, Grumberg, Pinter, Kalinski.
Il quitte Reims en 1983 pour la direction du Conservatoire national supérieur d'art dramatique.

#### 1984 à 1986: DirectionJean-Claude Drouot
Mises en scène en tant que directeur du CDN : 
- Kean, Alexandre Dumas
- Le Misanthrope, Molière
- Les Bonnes, Jean Genet
- Fin de partie, Samuel Beckett

Comédien dans : 

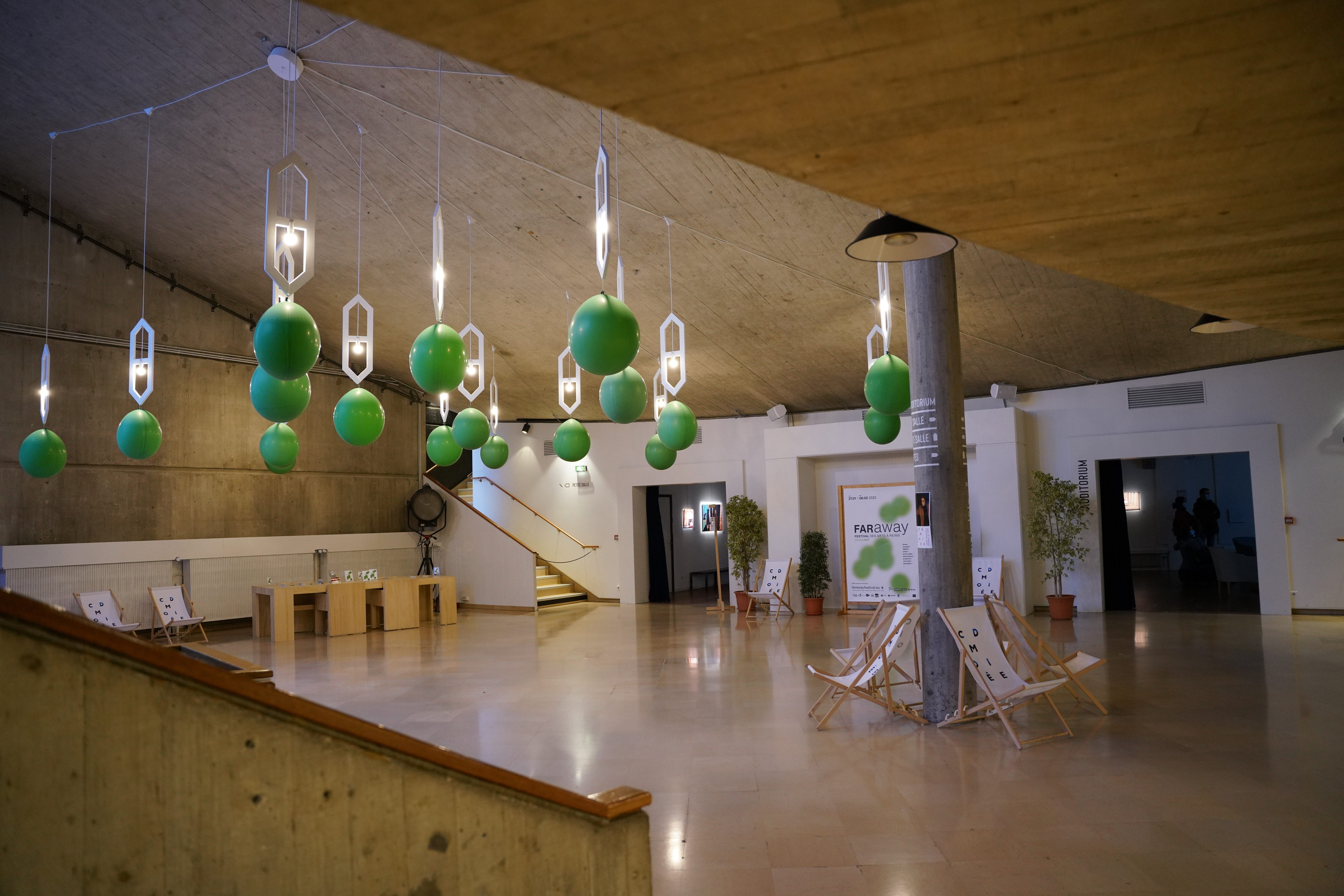
Le hall de la Comédie.

- Ghetto, Joshua Sobol, mis en scène par Daniel Benoin

En 1986, le CDN et la Maison de la Culture sont disjoints.
La Maison de la Culture, quant à elle emménage dans les locaux situés rue Eugène Wiet et réhabilite les salles du Manège et du Cirque de Reims tandis que le centre dramatique national, alors appelé Le Grand Nuage de Magellan, prend possession de l'espace André Malraux. À cette occasion, une partie du personnel est affectée au Centre national Art et Technologie), aujourd’hui Le Manège de Reims, Scène nationale, ramenant le personnel à environ quarante permanents.

#### 1986 à 1990: DirectionDenis Guénoun
L’arrivée de Denis Guénoun à la direction du centre dramatique national coïncide avec le changement d'affectation de l'espace André Malraux en 1987. Le CDN de la Chaussée Bocquaine s'appelle alors "Le Grand Nuage de Magellan", nom de la troupe que Denis Guénoun a créée.
La vocation culturelle du bâtiment de l'ancienne maison de la culture se modifie pour se recentrer exclusivement sur le théâtre.

#### 1991 à 2001: DirectionChristian Schiaretti
C'est l'arrivée de Christian Schiaretti, directeur de 1991 à 2001, qui opérera les modifications les plus significatives : la salle de cinéma devient une salle de théâtre de 198 places, la salle d'exposition devient un lieu de travail pour les ateliers de formation et les compagnies régionales, la réfection du hall et l'aménagement du Bar de La Comédie sont commandés au designer Christophe Pillet de l'agence Philippe Starck.
Il recentre le centre dramatique national, appelé dorénavant la Comédie de Reims, sur la permanence artistique et la formation. En 1998, il crée Les Langagières, quinzaine autour de la langue et de son usage, qu'il transporte au TNP où il est nommé en 2001.
Mises en scène notables pendant son mandat : 
- Médée d'Euripide
- Triptyque L'Europe des avant-gardes :  Le Mystère de l'amour de Roger Vitrac, La Poule d'eau de Stanisław Ignacy Witkiewicz, L'Homme, la bête et la vertu de Pirandello
- Les Coréens, de Michel Vinaver
- Le Grand Théâtre du monde, de Calderon de la Barca
- Tétralogie d'Alain Badiou écrite pour lui : Ahmed le subtil, Ahmed le philosophe, Ahmed se fâche, Les citrouilles
- Mort de Judas et Le point de vue de Pilate, de Claudel
- Jeanne d'Arc de Joseph Delteil
- Les Visionnaires de Desmarets de Saint-Sorlin

#### 2002 à 2008: Direction Emmanuel Demarcy-Mota
En janvier 2002, Emmanuel Demarcy-Mota prend la direction de la Comédie de Reims. Son projet se décline autour de trois grands axes : la formation d'un collectif artistique permanent réunissant acteurs, auteurs et musiciens, les résidences de création pour les compagnies, l'ouverture vers l'international et le jeune public ; la formation restant toujours au cœur du théâtre.
Il transformera, avec l’aide de la Ville de Reims, l’ancien atelier de construction de décors, en salle de répétition et 3e salle de La Comédie : L’Atelier.
Le Collectif artistique permannent est composé entre autres d'un scénographe, Yves Collet, d'un musicien, Jefferson Lembeye, et de l'auteur Fabrice Melquiot, dont Emmanuel Demarcy-Mota crée Le Diable en partage, L'Inattendu, Ma vie de chandelle, Marcia Hesse.
Le collectif développe des formes artistiques autour de la poésie, de la découverte d'auteurs contemporains (David Lescot, Christophe Pellet...).

#### 2009 à 2018: Direction Ludovic Lagarde
Le 1er janvier 2009, Ludovic Lagarde reprend la direction de la Comédie de Reims.
Après sa nomination à la direction de la Comédie de Reims, Ludovic Lagarde a souhaité poursuivre la dynamique initiée par son prédécesseur, Emmanuel Demarcy-Mota. Le Festival A Scènes Ouvertes devient le Festival Reims Scènes d'Europe et s'ouvre non seulement à la création artistique européenne mais aussi à d'autres structures et institutions culturelles de Reims.
Lors de ses deux mandats comme directeur, Ludovic Lagarde défend un projet de théâtre public d'aujourd’hui : présenter des réalisations scéniques françaises et européennes les plus audacieuses et donner à voir et à entendre le répertoire sous un jour nouveau. Théâtre de création ouvert sur l’international, la Comédie participe ainsi pleinement au rayonnement, à l’attractivité et à la dynamique du territoire. La vie de la Comédie se fabrique avec les artistes qui l’accompagnent. Il réunit autour d’Olivier Cadiot, auteur associé, des fidèles qui l’accompagnent sur ses créations (comédiens et comédiennes, scénographe, dramaturge, éclairagiste…) et de jeunes metteurs en scène qu’il suit et soutient. En 2013-2014, le metteur en scène Rémy Barché entouré de trois comédiennes et deux comédiens (Tom Politano, Myrtille Bordier, Alexandre Pallu, Marion Barché, Louise Dupuis) tous récemment sortis d’Écoles nationales, sont associés au projet artistique. Ensemble, en parallèle des spectacles créés, ils contribuent à nourrir le lien tissé avec tous les publics par le biais de petites formes joués hors les murs, de rencontres, d’atelier de sensibilisation et d’éducation artistique…

#### Depuis 2019: Direction Chloé Dabert
Chloé Dabert arrive à la tête du CDN le 1er janvier 2019 avec le projet d'en faire une maison d’artistes ouverte à un large public : “Un Centre dramatique national est à mes yeux, avant tout, une maison pour les artistes et les publics. Un espace de rencontres, accessible, un lieu habité toute l’année, où l’on peut venir proposer, échanger, questionner, découvrir, où l'on cultive la transversalité et la transmission. Un lieu de création, de mélanges et de vie.” 
Les artistes associés à la Comédie dès 2019 sont Sébastien Éveno, en tant que comédien permanent associé au projet de direction et responsable pédagogique, Thomas Quillardet, Marie Rémond, Delphine Hecquet, Christophe Honoré, Pierre Nouvel, ainsi que Caroline Guiela Nguyen et sa compagnie Les Hommes Approximatifs. Chaque saison, d’autres comédiens, auteurs et metteurs en scène sont accompagnés en résidence. La Comédie - CDN de Reims accompagne ainsi les artistes en création dans la singularité de leurs projets artistiques.
Chloé Dabert et les responsables des scènes culturelles rémoises décident d'ouvrir le festival Reims Scènes d'Europe encore davantage à l’international. En 2020, FARaway, festival des arts à Reims - réunissant la Cartonnerie, la Comédie, Césaré, le F.R.A.C., le Manège, Nova Villa et l’Opéra - prend ainsi le relais et convoque des « artistes agitateurs et agitatrices ».